# 봉화 수온당 고택
봉화 수온당 고택(奉化 睡穩堂 古宅)은 대한민국 경상북도 봉화군 봉화읍 거촌리에 있는 조선시대의 고택이다. 2013년 6월 24일 경상북도의 문화재자료 제605호로 지정되었다.

## 개요
정침은 인종(1545년) 때부터 봉화읍 거촌리에 세거한 晩翠堂 邊永淳(1523~?)의 4대손 通德郞 邊洙(1631~1698)가 1653년에 건립한 후 1854년에 중수하고 그 뒤 1984년에는 신응수 대목장(중요무형문화재 제74호)이 중건하였다.
사당은 만취당 변영순의 3대손 邊有藩(1605~1671)이 숭조 정신을 함양 계승하기 위하여 1653년에 건립한 후 1930년경 일부 수리가 있었으나, 전체적으로는 원래 모습이 잘 남아 있다. 정자(수온당)는 만취당의 6대손 睡穩堂 邊尙勳(1678~1737)이 1713년에 후학교육과 후진양성을 목적으로 서당을 겸한 정자 건물로 건립하였으며, 1898년에 한 번의 중수가 있었다.
이 집은 서당과 정자 기능을 가진 건물(수온당)이 한 울타리 내에 있는 큰 규모의 저택으로 경북 북부 지역 상류주택의 특색과 품격을 비교적 잘 간직하고 있다. 사당은 17세기 후반 가묘가 전국적으로 확산되던 때 지은 건물로 초석 등의 독특한 장식과 건립 당시보다 앞선 시기의 기법을 준용하면서 용도에 부합되게 상당히 공들여 꾸민 구조양식 등이 돋보이며, 수온당도 구제를 준용한 고식이 잔존하고 있을 뿐 아니라 중수한 때인 19세기 후반은 향교에 이어 서원까지 강학 기능이 상실되던 시기로 가옥 내에 학문소 기능의 건물을 지어 적극적으로 활용한 시대상을 읽게 한다.
20세기 후반에 신응수 대목장(중요무형문화재 제74호)이 중건한 몸채와 대문채는 시기는 일천하나 옛 모습을 대체로 잘 보전하고 있다. 이러한 수온당은 지역성과 건축사적 편년을 살펴 볼 수 있는 제택이며, 특히 사당은 귀한 모습을 많이 지닌 건물로서 가치가 있다.

## 참고 자료
- 봉화 수온당 고택 - 국가유산청 국가유산포털